# Ivan Neumann
Ivan Neumann (10. května 1945 Praha — 9. dubna 2025) byl český historik umění, galerijní pracovník, fotograf, překladatel a kurátor výstav, zaměřený na moderní a současné české umění. V letech 2000–2009 byl ředitelem Českého muzea výtvarných umění v Praze.

## Život a dílo
Po maturitě na SVVŠ v Karlíně (1962) studoval v letech 1963–1968 dějiny umění na Filozofické fakultě Univerzity Karlovy u prof. J. Pešiny, J. Kropáčka a P. Wittlicha. Studia ukončil obhajobou práce Pozdně románská architektonická plastika v Olomouci (1968 prom. historik, 1971 PhDr.).
V letech 1968–1977 působil jako kurátor sbírky českého umění 20. století v Alšově jihočeské galerii v Hluboké nad Vltavou, v letech 1977–1994 byl kurátorem Sbírky moderního umění Národní galerie v Praze. Od roku 1994 byl kurátorem umění 20. století v Českém muzeu výtvarných umění v Praze a kurátorem Domu u Černé Matky Boží. Po odchodu Jana Sekery do důchodu byl roku 2000 po výběrovém řízení jmenován ředitelem Českého muzea výtvarných umění v Praze.
Poté, co byla náhradou za restituovaný zámek Nelahozeves nabídnuta Středočeské galerii jako nové sídlo bývalá Jezuitská kolej v Kutné Hoře, se podílel na přípravě její rekonstrukce. Spolu s Alenou Potůčkovou připravoval zřízení nové stálé expozice Středočeské galerie v Kutné Hoře. Po nástupu Davida Ratha na post hejtmana (2008) Středočeského kraje Rada kraje Ivana Neumanna roku 2009 z funkce odvolala a vedením galerie byl pověřen právník Jan Třeštík.
V letech 2009–2011 byl ředitelem obecně prospěšné společnosti Pelléova vila. Byl členem ICOM a AICA a působil jako nezávislý kurátor výstav v České republice i v zahraničí, např. několika ročníků Malířského sympozia v Mikulově, výstav Skupiny Corpora S, nebo výstav Volného sdružení 12/15. Spolupracoval s řadou galerií a byl autorem stovek textů otištěných ve výstavních katalozích.
Koncem 60. a počátkem 70. let navázal na předchozí působení Věry Linhartové a Jana Kříže a zasloužil se o vybudování hodnotné sbírky moderního umění v Alšově jihočeské galerii v Hluboké nad Vltavou (J. Istler, J. Koblasa, M. Medek, A. Málek, R. Piesen, P. Mautnerová, J. Bauch, A. Lamr, K. Lhoták, J. Načeradský, R. Němec, K. Nepraš, V. Novák, P. Oriešková, I. Ouhel, P. Pavlík, T. Pištěk, M. Rittstein, Z. Sion, J. Smetana, J. Sopko, J. Sozanský, A. Šimotová, A. Veselý, J. Vožniak).
V době normalizace spolupracoval s malými neoficiálními galeriemi (Galerie Opatov, Juniorklub Klub na Chmelnici, MKS SKN Brno, Malá G. Čs. spisovatele Brno, ad.) a uspořádal výstavy autorů, kteří byli nepohodlní komunistickému režimu – J. Načeradský, P. Pavlík, V. Bláha (OKS Liberec 1980), V. Bláha, V. Novák, I. Ouhel, P. Pavlík, M. Rittstein, J. Sozanský (GU Karlovy Vary, 1981), I. Bukovský (G. bratří Čapků, 1983), K. Valter (GU Karlovy Vary, 1983), T. Pištěk (GU Karlovy Vary, 1984), I. Ouhel (GVU Cheb, GU KV, GhMP, 1985), V. Bláha (G. Opatov, 1985, Malá g. Čs. spisovatele Brno, 1986), Volné sdružení 12/15 (Zámek Koloděje, 1988), A. Lamr (G. na Bidýlku Brno, 1989).
V letech 1996–1998 byl předsedou poroty Mezinárodního bienále kresby v Plzni a od roku 2005 předsedou Rady galerií ČR. Jako člen nákupních komisí působil v Alšově jihočeské galerii v Hluboké nad Vltavou, Galerii výtvarného umění v Chebu, Východočeské galerii v Pardubicích, Krajské galerii výtvarného umění ve Zlíně, Galerii umění v Havlíčkově Brodě, Galerii moderního umění v Hradci Králové, ad.